# 阿合特·乌娄木吉
阿合特·乌娄木吉（Ақыт Үлімжіұлы 1867年—1940年），哈萨克族，新疆富蕴县人。诗人、阿肯，近代哈萨克族文学的奠基人之一。

## 生平
阿合特出生于富蕴县喀依尔特，父亲乌鲁木吉早年病逝，阿合特由伯父抚养长大。阿合特7岁时开始读书，通阿拉伯语和波斯语。约20岁时，当过马背邮递员，往返于阿勒泰、胡布达之间，并从事业余创作，相继发表了不少抒情短诗。1891年他创作了处女作叙事长诗《吉汗夏》，1897年由俄国喀山出版社出版发行，是新疆哈萨克族第一位出版作品的人。1900年，曾在卓塔阿吉麦德尔萨修习。1902年，随新疆穆斯林代表团赴麦加朝觐，不久到乌兹别克布哈拉经文学校深造。1902年，叙事长诗《哈布德力──马里克》出版。1904年返回新疆，1908年在家乡开办经文学校，并任教员。同时进行诗歌创作，著有叙事长诗《地狱景况》（1908年），《赛甫尔木力克与加卫力》（1909年）。1939年被捕入狱，1940年在狱中逝世。
其作品多为呼吁民族进步，争取婚姻自由，但具有浓厚的宗教色彩。早年他以创作伊斯兰教义诗篇成名，中年后多以批判现实主义态度针砭时弊。